# Supreme Commander 2
Supreme Commander 2 è un videogioco di tipo strategico in tempo reale a tema fantascientifico, sviluppato da Gas Powered Games e pubblicato da Square Enix nel 2010. Si tratta del seguito di Supreme Commander, del 2007, e ne porta avanti trama e meccaniche di gioco.

## Trama
La Storia incomincia dopo 25 anni dalla sconfitta dei Seraphim. La storia di 3 Comandanti (nonché suddivise in 3 campagne) Dominic Maddox (U.E.F), Thalia Kael (illuminati), Ivan Brackman (Cibrani).Appena si incomincia la campagna U.E.F. ci si ritrova nei panni di Dominic, messo a difesa del sito di comunicazione Blue Mountain. Dopo aver sventato alcuni attacchi dei Cibrani, il sito viene distrutto da una testata. Vieni poi portato a difendere il centro armi strategiche Eridu dove devi aiutare il comandante Coleman a difendersi dagli attacchi di un altro Cibrano. Dopo aver sconfitto l'esercito del Cibrano, sei portato allo stretto di Weddel, dove incontrerai l'artefice degli attacchi: William Gauge. Dopo aver sconfitto le sue forze navali e aeree, Gauge si teletrasporta in un luogo che non possiamo conoscere. Poco dopo tramite la connessione crittografata Rodgers ti comunica che il prossimo attacco della U.E.F. sarà New Cathedral, dove vive la moglie di Maddox. Maddox si rifiuta di attaccare la colonia e comincia a muoversi per raggiungere New Cathedral. Ma deve passare per il complesso industriale Booloon, dove, grazie a Daxil, riesce a far funzionare una fabbrica sperimentale che userà per produrre Fatboy. Dopo un po' Coleman, soprannominato Atomica viene incitato a usare la testa. Allora Coleman lancia una atomica e inizia a marciare (U.C.C. compresa) verso la tua posizione e viene distrutto facilmente dai Fatboy. Poi a New Cathedral incontri Linch, la comandante U.E.F. mandata a conquistare la colonia. Dopo averla distrutta grazie ai King Kriptor, potentissimi sperimentali, ti dirigi al centro di comando di Altair II, il pianeta su cui si trova. Dopo una battaglia in cui Maddox distrugge gli interruttori relè reattori. Dopo averlo fatto, distrugge il nucleo. Nella scena dopo, Maddox riesce a salvarsi dall'esplosione e a sopravvivere. Ma, sotto la base si celava l'ultimo grande portale quantico che porta a Seraphim VII e al luogo dove si trova l'ecosintetizzatore planetario Shiva Prime. Allora si inizia la campagna illuminata dove si entra nei panni di Thalia Kael. Nella prima operazione bisogna bloccare una flotta Cibrana senza equipaggio e carica di armi. Dopo averla bloccata con successo si viene portati al centro di ricerca del governo illuminato, visto che Thalia è una Guardiana Reale che lotta contro il governo. Dopo aver tentato di entrare nella rete Jaran, il fratello di Thalia, fa scattare l'allarme e tutte le unità si rivoltano contro Thalia e, dopo aver distrutto le fabbriche, spunta fuori un Colosso Universale che verrà distrutto con unità aeree o altro. Subito dopo si viene portati a Messern's Island, una prigione galattica dove devi liberare alcuni comandanti dei Guardiani Reali tenuti prigionieri. Dopo aver sviato le gigantesche cannoniere AC1000 terror e aver preso il controllo delle difese tramite i sistemi di controllo, Thalia entra e cattura la struttura della prigione per far entrare nella U.C.C. i Guardiani. Viene poi subito teletrasportata al complesso geotermico Conti dove deve combattere il comandante Mosley e il comandante Kita della U.E.F.. Quando Thalia sembra senza possibilità di vittoria, arriva un Cibrano, un certo William Gauge ad aiutarla. Dopo una battaglia vittoriosa per i Guardiani Reali, William viene promosso comandante di punta dei Guardiani Reali. Insieme a lui Thalia viene teletrasportata al centro tecnologico del Senato illuminato.

## Modalità di gioco
In modalità di gioco la visuale è verso l'alto e si può fabbricare e scegliere delle unità. Nella modalità schermaglia ci sono varie modalità di gioco. tra queste vi è la modalità assassino dove devi uccidere il comandante avversario.